# 格里爾斯費爾 (阿肯色州)
格里爾斯費爾（英語：Greers Ferry）是一個位於美國阿肯色州克利本縣的城市。

## 地理
格里爾斯費爾的座標為35°34′32″N 92°09′51″W / 35.57556°N 92.16417°W，而該地的平均海拔高度為184米（即604英尺）。

## 人口
根據2020年美國人口普查的數據，格里爾斯費爾的面積為18.72平方千米，當中陸地面積為18.69平方千米，而水域面積為0.03平方千米。當地共有人口821人，而人口密度為每平方千米43人。